# John Robinson (Pastor)
John Robinson (* um 1575 in Sturton-le-Steeple, Nottinghamshire, England; † 1. März 1625 in Leiden, Niederlande) war ein englischer puritanischer Theologe, zuerst ein anglikanischer und ab 1604 kongregationalistischer Pastor, der mit seiner Kirchgemeinde wegen Verfolgung in die Niederlande auswanderte.

## Leben

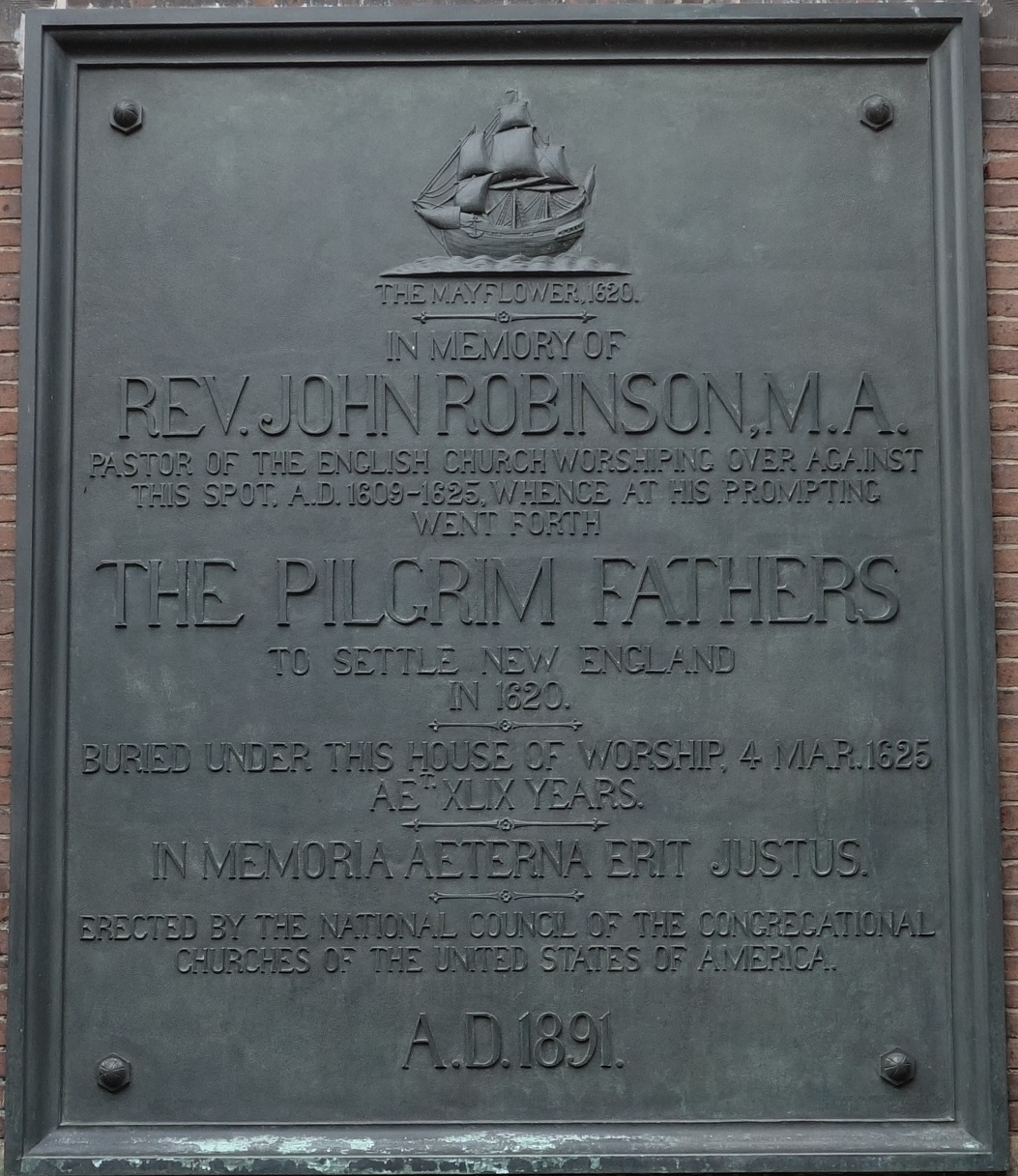
Gedenktafel (Leiden)

Robinson wurde an der Queen Elizabeth’s High School in Gainsborough (Lincolnshire) erzogen. Ab 1591 studierte er Theologie und Philosophie am Trinity College in Cambridge und wurde zum Priester der Church of England geweiht. 1602 wurde er an die St.-Andrew’s-Kirche in Norwich berufen. Die kirchlichen Dekrete von 1604, die gegen die puritanischen Glaubensansichten gerichtet waren, konnte er nicht mittragen, und so trat er von seinem Pfarramt zurück. Unter dem Einfluss von John Smyth wurde Robinson danach Pastor einer separatistisch-kongregationalistischen Gemeinde in Scrooby Manor in Nottinghamshire. 
Um der Verfolgung durch die anglikanische Staatskirche zu entgehen, wanderte er 1608 mit den Mitgliedern seiner Kirchengemeinde in die niederländische Stadt Amsterdam aus. Ein Jahr später gingen sie nach Leiden weiter, um Konflikte mit anderen Nonkonformisten zu entschärfen. Die Gemeinde wuchs dort auf über 300 Mitglieder an. Robinson begann 1615 an der dortigen Universität reformierte Theologie zu studieren. 
Als sich die Möglichkeit zur Errichtung einer eigenen Kolonie in Nordamerika ergab, kehrte ein Teil der Gemeinde 1619 für kurze Zeit nach England zurück. Robinson half bei den Vorbereitungen zur Überfahrt der Pilgerväter an Bord der Speedwell und der Mayflower, die am 6. September 1620 den englischen Hafen von Plymouth verließ und nach 66 Tagen in Nordamerika ankam. Er selbst blieb mit dem größeren Teil der Gemeinde in den Niederlanden. Bevor er in die inzwischen entstandene Plymouth Colony übersiedeln konnte, starb er 1625.
Robinson schrieb mehrere theologische Abhandlungen mit deutlich calvinistischer Orientierung, einschließlich einer Verteidigung der Synode von Dordrecht.

## Schriften
- A Justification of Separation from the Church of England, 1610.
- Of Religious Communion, Private and Public, 1614
- On the Lawfulness of Hearing Ministers in the Church of England, 1634.